# Simulium montshadskii
Simulium montshadskii är en tvåvingeart som först beskrevs av Rubtsov 1956.  Simulium montshadskii ingår i släktet Simulium och familjen knott. Inga underarter finns listade i Catalogue of Life.